# Inmigración portuguesa en Argentina
La inmigración portuguesa en Argentina se refiere al movimiento migratorio desde Portugal hacia la República Argentina.

## Historia de la inmigración
[[

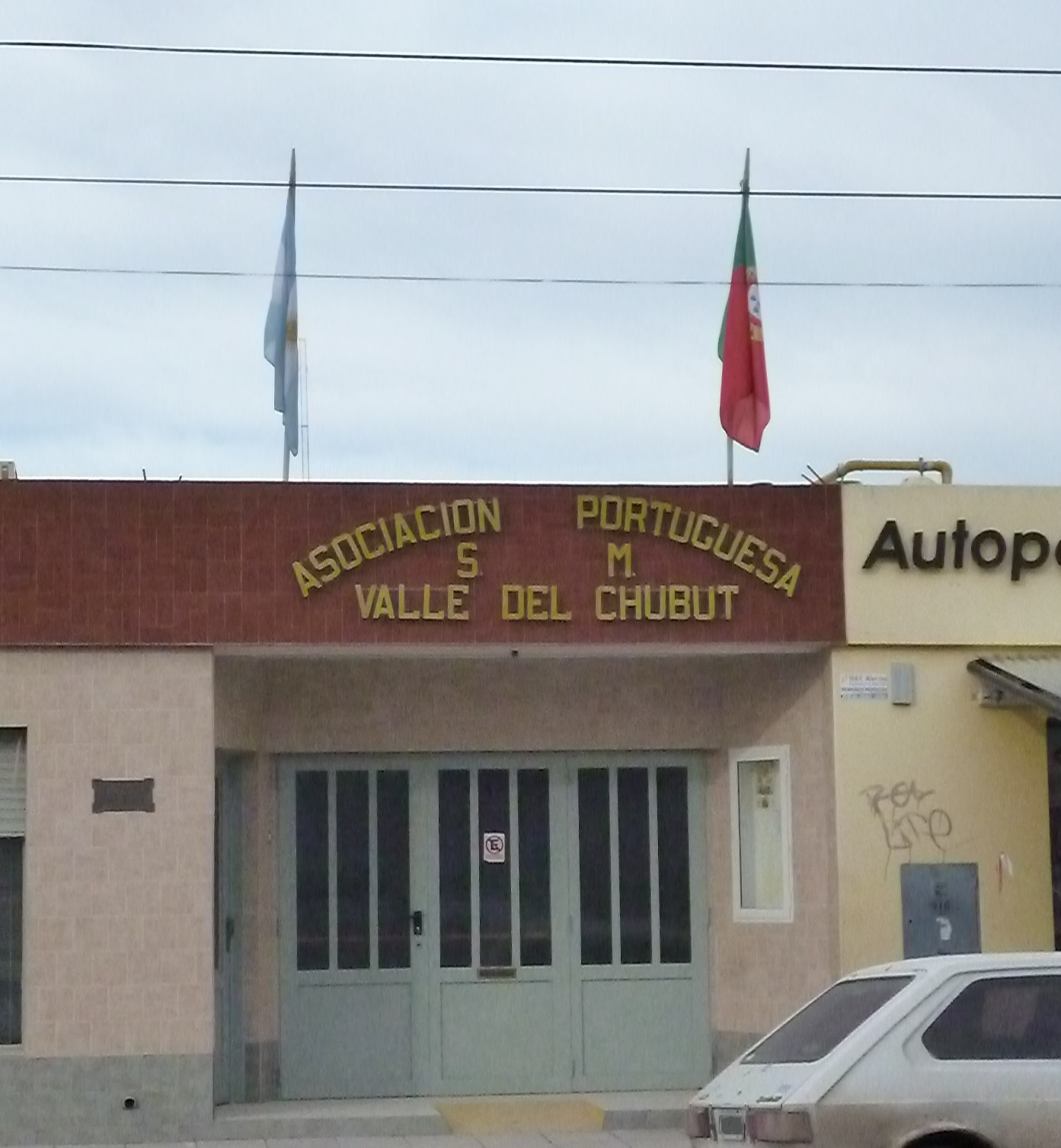
Asociación Portuguesa del valle inferior del río Chubut.

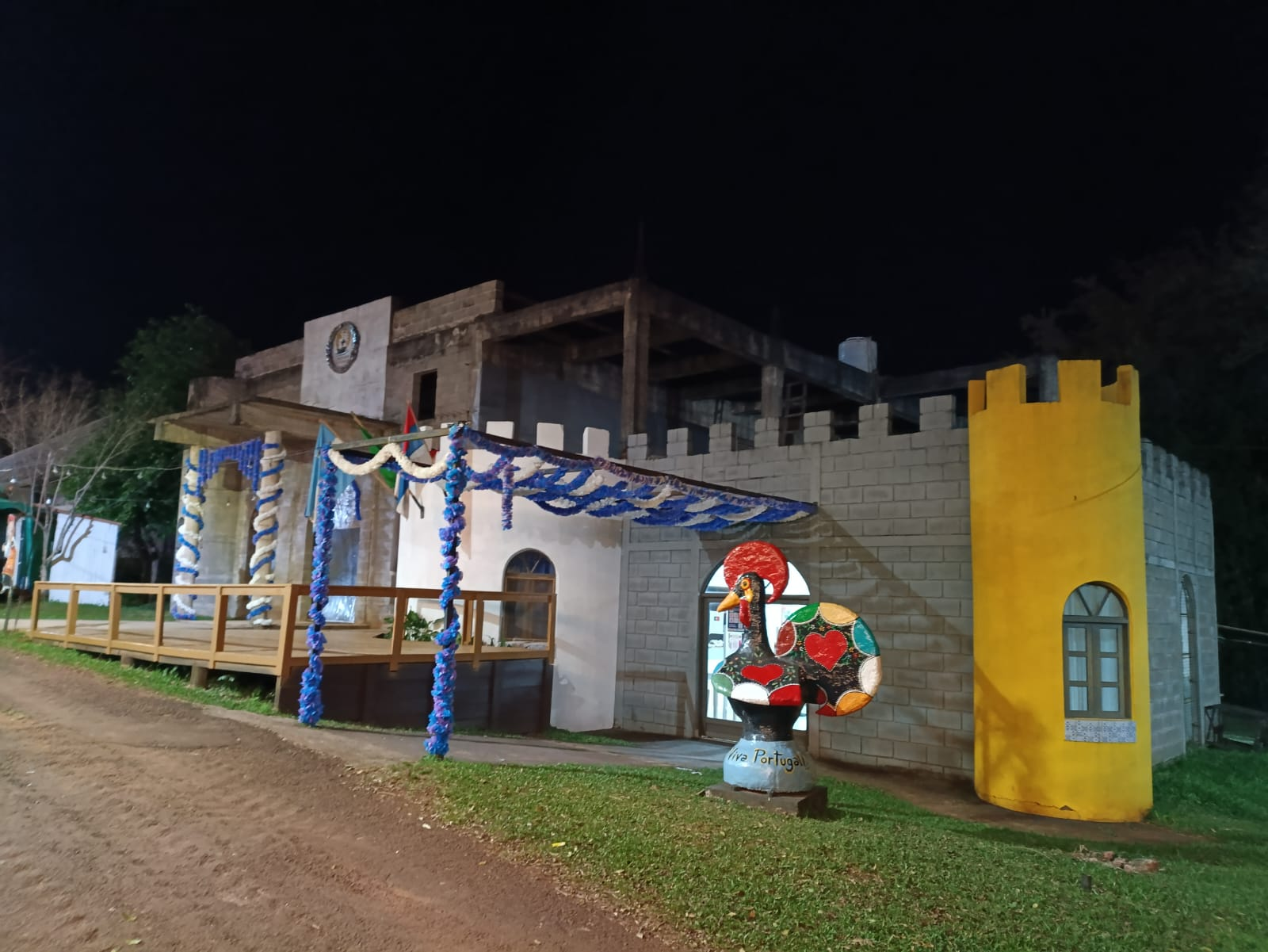
Casa de la colectividad portuguesa en Oberá.

En la primera mitad del siglo XVI, los portugueses llamaron "Río de la Plata" al río que desembocaba allí, cuya fuente se creía que se encontraba en la Sierra de la Plata (Colombia). El nombre fue finalmente adoptado por los españoles. La presencia de los portugueses en la región siempre ha sido una constante, y fue reforzada en el siglo XVII debido a Colonia de Sacramento. Hasta finales del siglo XIX, los inmigrantes portugueses eran en su mayoría marineros y pequeños comerciantes, provenientes de Lisboa y Oporto. A partir de entonces comenzaron a llegar inmigrantes de otras regiones de Portugal, a saber, de Algarve, Madeira, Azores, Guarda, Leiría, etc. Esta emigración ha disminuido considerablemente desde la década de 1950.
La inmigración portuguesa en Argentina tuvo lugar principalmente a comienzos del siglo XVII, cuando los portugueses llegaron al futuro territorio argentino desde el período colonial. Muchos portugueses llegaron a la región rioplatense por razones de búsqueda de oportunidades otorgada por la Corona Española. Más tarde, de acuerdo con los datos de la Dirección Nacional de Migraciones de Argentina, el saldo de la inmigración portuguesa entre 1857 y 1970 alcanzó un total de 45.000 personas, destacándose por su intensidad las décadas entre 1920, 1930 y 1940 y 1960.
Se estima que hasta finales del siglo XIX, los emigrantes portugueses eran, en su mayoría, marineros y pequeños comerciantes, procedentes de Lisboa y Oporto. A principios del siglo XX, los inmigrantes llegaron, en su mayoría, de la región del Algarve y ejercían la profesión de conductores de trolebuses de Buenos Aires. También, como en las anteriores olas de emigración, continuaron llegando marineros profesionales dedicados a la navegación de cabotaje interior. Esta ola de inmigración, aunque no significativa, terminó en la década de 1950.
Una importante comunidad de portugueses se estableció en Buenos Aires. Se han establecido además en conurbano bonaerense (en el sur, en Villa Elisa y otras localidades del partido de La Plata, en el partido de Ezeiza y en su vecino partido de Esteban Echeverría; y también en el oeste, en Isidro Casanova, y González Catán en el (partido de La Matanza), Pontevedra y Libertad (partido de Merlo), además, hay colectividades en Comodoro Rivadavia, Olavarría, Mendoza y Oberá.
También parte de la inmigración  portuguesa que se instaló en la zona de Mar del Plata y al rededores, como Balcarce, Otamendi, etc. Dedicándose por un lado a los trabajos del campo y de la construcción,  y por otro a la pesca en cercanías al puerto de Mar del Plata.

## Impacto de la inmigración portuguesa

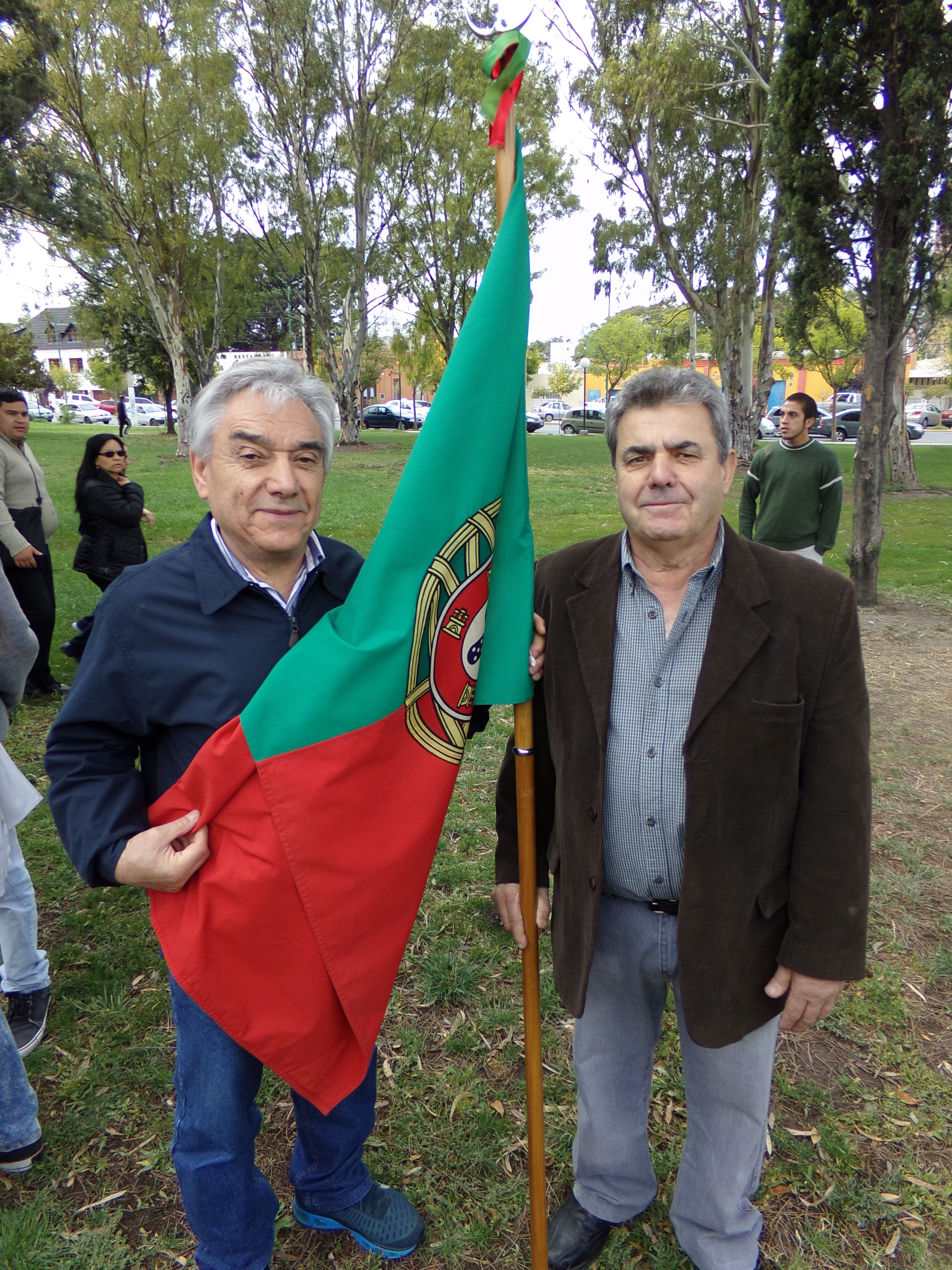
Representantes de la colectividad portuguesa de Trelew, Provincia del Chubut, en el acto del 2 de abril, día del Veterano y de los Caídos en la Guerra de Malvinas.

La inmigración portuguesa ha ejercido considerable influencia sobre la cultura y la sociedad argentina. Con respecto a la etnicidad, es aún digna de nota la singular propincuidad entre las etnias portuguesa y gallega, resaltándose que la mayoría de los inmigrantes españoles ingresados en Argentina eran de origen gallego.